# Texas Instruments SN76489

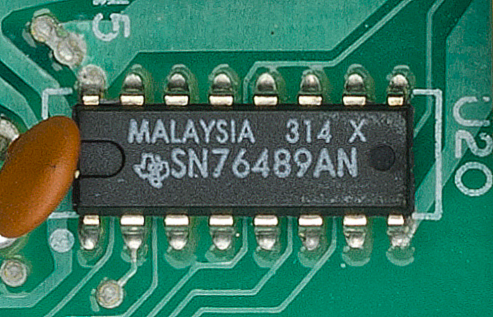

Назначение выводов SN76489

SN76489 — микросхема программируемого звукового генератора (DCSG, Digital Complex Sound Generator по терминологии производителя). 
Разработана компанией Texas Instruments для использования в компьютере Texas Instruments TI-99/4, выпущенном в конце 1979 года. Основное назначение микросхемы — генерация музыки и звуковых эффектов в игровых консолях, автоматах и бытовых компьютерах.

## Возможности
- Три программируемых генератора прямоугольных импульсов (генераторы тона)
- Один программируемый генератор белого шума
- Программируемое усиление
- Монофонический выход звука

Частота прямоугольных импульсов, получаемых с каждого из каналов, определяется двумя факторами: входной тактовой частотой, и значением делителя (N), записанным в управляющий регистр канала. Частота канала получается делением входной частоты на 32, и затем на N.
Для создания любительской музыки с помощью обычного PC-совместимого компьютера был создан музыкальный редактор-трекер — Mod2PSG2. Он позволяет писать музыку для SN76489, и впоследствии использовать её в программах для игровых консолей Sega Master System и Game Gear (для этого существует плеер с открытым исходным текстом).

## Версии и аналоги
Микросхема выполнена по ТТЛ-технологии. Выпускалась в пластиковых корпусах DIP-16 и Narrow DIP-16 (узкий, с обозначениями SN76489N и SN76489AN). Изначально, при использовании в TI-99/4, микросхема имела обозначение TMS9919, позже SN94624. При выпуске для отдельных продаж была переименована в SN76489, и наибольшую известность получила под этим обозначением.
Было выпущено две модификации микросхемы — SN76489 и SN76489A. Версия A была разработана в начале 1980-х годов. Она отличается бо́льшей разрядностью сдвигового регистра генератора периодического шума.
Компания Sega использовала микросхему в оригинальном виде в своих домашних компьютерах, но для использования в игровых консолях она была интегрирована в состав заказных микросхем (в частности, в микросхему видеоконтроллера в Sega Mega Drive). Интегрированные версии имеют аналогичную функциональность, но алгоритм генерации шума в них немного отличается. Версия для карманной консоли Sega Game Gear также включает возможность простого панорамирования каналов в стерео (влево, вправо, посередине).
Также существует ряд аналогов SN76489. Это микросхемы TMS76489, SN76496, SN76494, NCR7496 (использовалась в компьютере Tandy 1000). Они имеют незначительные отличия. В частности, SN76494 не имеет входного делителя тактовой частоты, SN76494 и SN76496 имеют дополнительный вывод AUDIO IN для микширования генерируемого звука со внешним источником сигнала.

## Список систем
В том или ином виде эта микросхема применялась примерно в 300 системах. Ниже приведён неполный список систем, не включающий различные игровые автоматы.

### Игровые приставки
- Colecovision
- Sega Game 1000
- Sega Game Gear
- Sega Genesis
- Sega Master System

### Компьютеры
- BBC Micro
- BBC Master
- Coleco Adam
- IBM PCjr
- Memotech MTX500, MTX512, RS-128
- Sega SC-3000
- Sord M5
- Texas Instruments TI-99/4A